# Гала Дали
Гала̀ Далѝ, родена Елена Дмитриевна Дяконова (на руски: Елѐна Дмѝтриевна Дья̀конова) е съпруга първо на френския поет Пол Елюар, а по-късно на художника Салвадор Дали, тяхна муза и вдъхновителка.

## Биография и творчество
Родена е в град Казан, в семейство на интелектуалци. Прекарва детството и юношеството си в Москва, където учи педагогика. През 1913 г. заминава за Швейцария, за да се лекува от туберкулоза. Там среща Пол Елюар. Баща му, богат търговец на недвижима собственост, е изпратил там сина си, за да се лекува от... поезия. Страстта, решителността, високата култура на Елена Дяконова впечатляват младия Елюар. Тя нарича себе си Га̀ла или Галѝна, но Елюар я нарича Гала̀ – с ударение на последната сричка. От нея започва неговият пръв порив към любовната поезия, порив, който продължава и в по-нататъшното му творчество. Двамата се влюбват и сключват брак през 1917 г. Дъщеря им Сесил се ражда през 1918 г. Гала ненавижда ролята си на майка и през целия си живот игнорира и пренебрегва детето си.
През 1921 г. Елюар и Гала посещават художника Макс Ернст в Кьолн (Германия). Тя му позира и става негова любовница, оставайки жена на Елюар. Следващата година художникът се настанява в дома на Елюар във Вал-д’Уазе (Франция). Любовният триъгълник е явен и не се крие.
През 1929 г. тя се запознава с младия художник (10 години по-млад от нея) Салвадор Дали. Любовта връхлетява и двамата като мълния, те заживяват заедно, а по-късно сключват и граждански брак през 1934 г., макар че баща му е против тази женитба. Гала има много извънбрачни връзки, на повечето от които Дали не възразява. Въпреки всичко това Гала остава единственият женски модел в творчеството му и той не спира да ѝ се възхищава и да я възхвалява до края на дните ѝ.
Двамата живеят в Порт Лигат, в близост до Кадакес, от 1930 г. насетне, макар че пътуват до Париж и Ню Йорк, особено през зимата. Сключват и църковен брак през 1958 г. През 1968 г. Дали купува на Гала отделен дом – крепост в Пубол, където той може да я посещава само с предварително уведомление.
Гала умира в Порт Лигат през 1982 година и е погребана в крепостта в Пубол. След нейната смърт Дали губи желание за живот и умира няколко години по-късно, през януари 1989 г.